# Brachybaenus curvicauda
Brachybaenus curvicauda är en insektsart som först beskrevs av Heinrich Hugo Karny 1935.  Brachybaenus curvicauda ingår i släktet Brachybaenus och familjen Gryllacrididae. Inga underarter finns listade i Catalogue of Life.